# Бальданци, Томмазо
Томма́зо Бальда́нци (итал. Tommaso Baldanzi; родился 23 марта 2003 года, Поджибонси, Италия) — итальянский футболист, полузащитник клуба «Рома».

## Клубная карьера
Томмазо Бальданци является воспитанником «Кастельфьорентино» и «Эмполи». За последних дебютировал в кубке Италии в матче против «Беневенто». В Серии A дебютировал в матче против «Аталанты». В матч против футбольного клуба «Эллас Верона» забил свой первый гол, а также получил неизвестное повреждение.
1 февраля 2024 года, в последние часы зимнего трансферного окна, покинул «Эмполи» и перешел в «Рому» за 10 миллионов евро.

## Карьера в сборной
За сборные Италии до 17 и 18 лет сыграл 4 матча, где забил 3 мяча. За сборную Италии до 19 лет дебютировал в матче против Англии. На чемпионате Европы до 19 лет в Словакии сыграл три матча, где забил в ворота Румынии.